# Skara-Barne kontrakt
Skara-Barne kontrakt är ett kontrakt i Skara stift inom Svenska kyrkan. .
Kontraktskoden är 0301.

## Administrativ historik
Kontrakten omfattade från 1885 under namnet Domprosteriet följande församlingar
- Skara församling från 1974 benämnt Skara domkyrkoförsamling
- Härlunda församling som 2006 uppgick i Ardala församling
- Bjärka församling som 1989 uppgick i Härlunda församling
- Händene församling som 2006 uppgick i Ardala församling
- Synnerby församling som 2006 uppgick i Ardala församling
- Skallmeja församling som 2006 uppgick i Ardala församling
- Västra Gerums församling som 1992 uppgick i Marum-Gerums församling som 2006 uppgick i Ardala församling
- Norra Vings församling som 2010 uppgick i Axvalls församling som 2018 uppgick i Valle församling
- Stenums församling som 2006 uppgick i Norra Vings församling
- Skärvs församling som 2010 uppgick i Axvalls församling som 2018 uppgick i Valle församling
- Skånings-Åsaka församling som 2006 uppgick i Norra Vings församling
- Vinköls församling som 2006 uppgick i Ardala församling
- Marums församling som 1992 uppgick i Marum-Gerums församling som 2006 uppgick i Ardala församling
- Sävare församling som 1962 överfördes till Kållands kontrakt
- Lindärva församling som 1962 överfördes till Kållands kontrakt
- Hasslösa församling som 1962 överfördes till Kållands kontrakt

1962 tillfördes från Vånga kontrakt vilka 1995 överfördes till Barne kontrakt
- Kvänums församling
- Norra Vånga församling
- Edsvära församling

1962 tillfördes från Barne kontrakt vilka 1995 återfördes dit
- Jungs församling
- Öttums församling
- Fyrunga församling

1995 tillfördes från Billings kontrakt
- Varnhems församling som 2018 uppgick i Valle församling
- Eggby-Istrums församling som 2006 uppgick i Eggby-Öglunda församling  som 2018 uppgick i Valle församling
- Öglunda församling  som 2006 uppgick i Eggby-Öglunda församling som 2018 uppgick i Valle församling
- Norra Lundby församling som 2006 uppgick i Varnhems församling som 2018 uppgick i Valle församling

2001 tillfördes från då upplösta Barne kontrakt då namnändring till Skara-Barne kontrakt skedde
- Levene församlingsom 2018 uppgick i Varabygdens församling
- Sparlösa församling som 2002 uppgick i Levene församling som 2018 uppgick i Varabygdens församling
- Longs församling som 2002 uppgick i Levene församling som 2018 uppgick i Varabygdens församling
- Slädene församling som 2002 uppgick i Levene församling som 2018 uppgick i Varabygdens församling
- Ryda församling som 2018 uppgick i Varabygdens församling
- Naums församling som 2002 uppgick i Ryda församling som 2018 uppgick i Varabygdens församling
- Södra Kedums församling som 2002 uppgick i Ryda församling som 2018 uppgick i Varabygdens församling
- Vara församling som 2018 uppgick i Varabygdens församling
- Skarstads församling som 2002 uppgick i Vara församling som 2018 uppgick i Varabygdens församling
- Önums församling som 2002 uppgick i Vara församling som 2018 uppgick i Varabygdens församling
- Hällums församling som 2002 uppgick i Vara församling som 2018 uppgick i Varabygdens församling
- Kvänums församling som 2018 uppgick i Varabygdens församling
- Norra Vånga församling som 2002 uppgick i Kvänums församling  som 2018 uppgick i Varabygdens församling
- Edsvära församling som 2002 uppgick i Kvänums församling som 2018 uppgick i Varabygdens församling
- Jungs församling som 2002 uppgick i Kvänums församling  som 2018 uppgick i Varabygdens församling
- Öttums församling som 2002 uppgick i Kvänums församling  som 2018 uppgick i Varabygdens församling
- Fyrunga församling som 2002 uppgick i Kvänums församling  som 2018 uppgick i Varabygdens församling
- Larvs församling som 2018 uppgick i Varabygdens församling
- Längjums församling som 2002 uppgick i Larvs församling  som 2018 uppgick i Varabygdens församling
- Tråvads församling som 2002 uppgick i Larvs församling som 2018 uppgick i Varabygdens församling
- Bitterna församling som 2002 uppgick i Vedums församling som 2018 uppgick i Varabygdens församling
- Laske-Vedums församling som 2002 uppgick i Vedums församling som 2018 uppgick i Varabygdens församling
- Elings församling som 2002 uppgick i Vedums församling som 2018 uppgick i Varabygdens församling
- Södra Lundby församling som 2002 uppgick i Vedums församling som 2018 uppgick i Varabygdens församling
- Essunga församling
- Lekåsa församling som 2002 uppgick i Lekåsa-Barne Åsaka församling som 2009 uppgick i Essunga församling
- Barne-Åsaka församling som 2002 uppgick i Lekåsa-Barne Åsaka församling som 2009 uppgick i Essunga församling
- Fåglums församling som 2002 uppgick i Essungs församling
- Kyrkås församling som 2002 uppgick i Essungs församling
- Tengene församling
- Trökörna församling
- Hyringa församling som 2002 uppgick i Fridhems församling
- Malma församling som 2002 uppgick i Fridhems församling
- Längnums församling som 2002 uppgick i Fridhems församling
- Särestads församling
- Bjärby församling som 2002 uppgick i Särestads församling
- Håle församling som 2002 uppgick i Särestads församling
- Tängs församling som 2002 uppgick i Särestads församling
- Flakebergs församling som 2002 uppgick i Särestads församling
- Flo församling
- Ås församling som 2002 uppgick i Flo församling
- Sals församling som 2002 uppgick i Flo församling
- Främmestads församling som 2002 uppgick i Främmestad-Bärebergs församling
- Bärebergs församling som 2002 uppgick i Främmestad-Bärebergs församling